# Alain Macabiau
Pas d'image ? Cliquez ici

a Compétitions nationales et continentales officielles uniquement.

b Matchs officiels uniquement.
Dernière mise à jour le 7 septembre 2022.
Alain Macabiau, né le 15 mai 1966 à Perpignan, est un joueur de rugby à XV, qui a joué avec l'équipe de France et l'Union sportive arlequins perpignanais, évoluant au poste de demi de mêlée (1,75 m pour 73 kg). Il est désormais professeur de sport au collège et lycée Saint-Louis de Gonzague.

## Carrière de joueur

### En club
Il a disputé un match du Bouclier européen en 1997-98.
- USA Perpignan
- RC Nîmes
- FLHV Perpignan Directeur sportif

### En équipe nationale
Il a disputé son premier test match le 19 mars 1994, contre l'équipe d'Écosse, et le dernier test match contre l'équipe du Canada, le 4 juin 1994.

## Palmarès

### En club
- Vainqueur du Challenge Yves du Manoir en 1994

### En équipe nationale
- Sélections en équipe nationale : deux
- Sélections par année : deux en 1994
- Un Tournoi des Cinq Nations disputé en 1994